# 五里河街道
五里河街道，是中华人民共和国辽宁省沈阳市沈河区下辖的一个乡镇级行政单位。

## 行政区划
五里河街道下辖以下地区：
建院社区、金生社区、药大社区、总院社区、盛华苑社区、文翠社区、河畔社区、塔园社区和翠塔社区。